# خالد الغنام
خالد الغنام (عربی: خالد الغنام؛ زادهٔ ۷ نوامبر ۲۰۰۰) بازیکن فوتبال اهل عربستان سعودی است که در پست وینگر برای باشگاه فوتبال الهلال عربستان بازی می‌کند.

## افتخارات

### النصر
- سوپرجام فوتبال عربستان: ۲۰۲۰
- جام قهرمانان باشگاه‌های عربی: ۲۰۲۳

### تیم ملی زیر ۲۰ سال عربستان
- مسابقات فوتبال زیر ۱۹ سال آسیا: ۲۰۱۸